# チャイッカミ
チャイッカミ（ビルマ語: ကျိုက္ခမီ、ALA-LC翻字法: Kyuikkhamī、ビルマ語発音: [t͡ɕaɪkkʰəmì] チャイッカミー; モン語: ကျာ်ခမဳ /caikkʰaʔmɒə/ チャイッカッモエ）は、ミャンマー南東部のモン州にあるタンビュザヤ郡区のリゾートタウンである。
町はモン州の州都モーラミャイン（Mawlamyine）から南に約48km（30 mi）の半島に位置している。地元の巡礼者や一部の観光客に人気がある。町に海岸への通路と接続され、海洋の礁の自然を使用して海上に組み立てられたパゴダ (Kyaikkami Yele Pagoda またはKyaik-kami Ye Le Paya) がある。

## 歴史
もともとはモン人 (Mon)の集落だった。タイの古代王国アユタヤ王国の時代には、この町はアユタヤの属国であり、タイ語ではチアン・クラーン（Chiang Kran、เชียงกราน）またはチアン・トラーン（Chiang Tran、เชียงตราน）と呼ばれていた。チャイッカミは、第一次英緬戦争の前にビルマの王の所有下にあった。
現代のチャイッカミは、第一次英緬戦争後のテナセリム州（現在のタニンダーリ地方域に相当）・アラカン州（現在のラカイン州に相当）併合の際にイギリスによって設立された町である。モン人の漁村であったが、かつてはイギリス軍の南ビルマ制圧のための司令官の一定の司令部となっていた。第一次英緬戦争（1824年-1826年）の際に町の接収に成功した当時のインド総督ウィリアム・アマースト（William Amherst, 1st Earl Amherst）にちなんでアマースト（Amherst）と改名された。
チャイッカミに住む人々の大半は仏教徒のモン人であるが、タイ民族のコミュニティも存在する。かつてはアマースト地区の主要な町であったが、現在はタンビュザヤ郡区の中のリゾートタウンとなっている。
2012年1月14日には75mm（2.95インチ）の記録的な降雨量を記録した。これは過去30年間で1月の24時間以内の降雨量としては最高量であった。

## 交通
モン州タンビュザヤからはアクセスが良い。ローカルバスがある。

## 経済

### 観光業
チャイッカミにある Kyaikkami Yele pagoda は、ミャンマー・モン州で最も有名で有名なパゴダの一つ。観光客の増加のための要として積極的に観光業を促進しており、観光客を引き付けるため、チャイッカミに通じる道路を改善し、国際規格のホテルおよび他の設備を必要としている。

### 天然ゴムの生産
過去10年間で天然ゴムの生産が急速に増加している。ゴムは1900年代初頭以来、Kyaikkhamiで栽培されている。

### 漁業
チャイッカミには、ミャンマーの中でも最も豊穣な漁場がいくつかある。複数のタイプの漁業があり、沿岸か陸上漁業、および沖合いや深海漁業を含む。これらの魚の大半は商業手段によって収穫される、それはトローリング網、 pursese seins、漂流網及び刺し網の使用を含んでいる。少数派は、いまだにフック・アン・ライン、キャスト・ネット、バッグ・ネット、トラメル・ギル・ネット、トラップなどの伝統的な漁法を使用している。近年では、海老の干物や干物、生の海老魚、魚醤、魚せんべいなどの魚介類の輸出額が増加している。

### その他
チャイッカミの農家は、食用と労働のために米の生産と家畜の生産を行っているが、これらの農業部門は経済的にはマイナーである。しかし、これらの農業部門はチャイッカミの経済状況を考えるとマイナーなものである。
また、木工船、金属船、船舶用の水性接着剤、接着剤粉末（例：ヒンター社の特殊防水接着剤）も生産している。

## ギャラリー

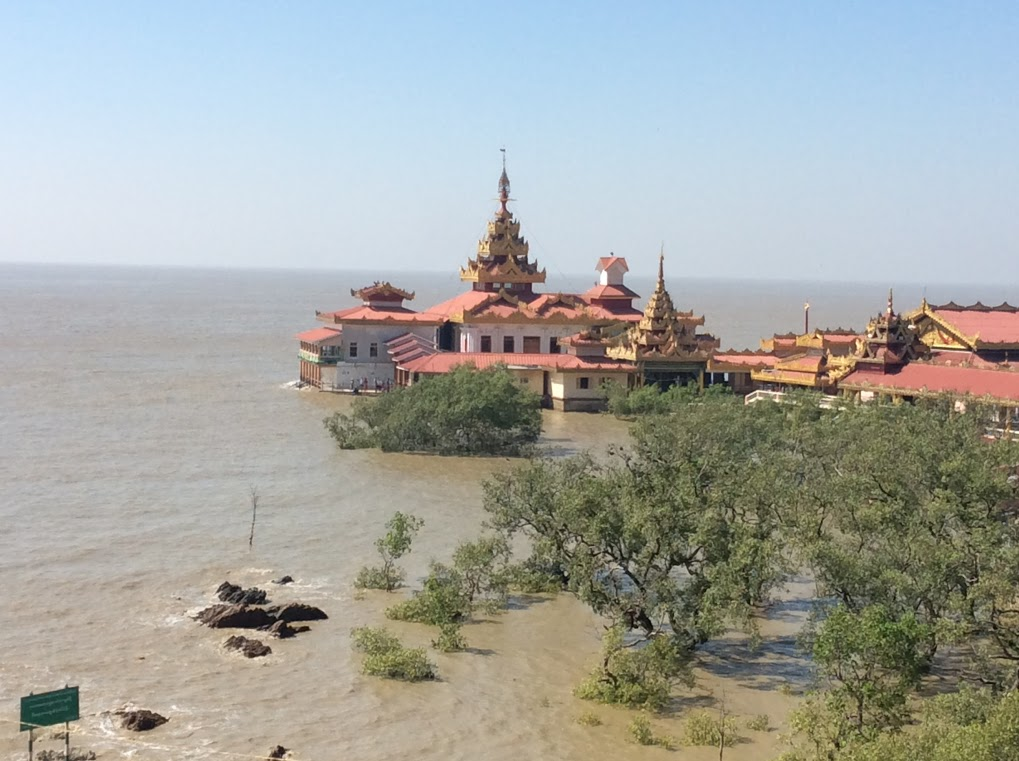
Kyaikkami Yele Pagoda constructed out at sea
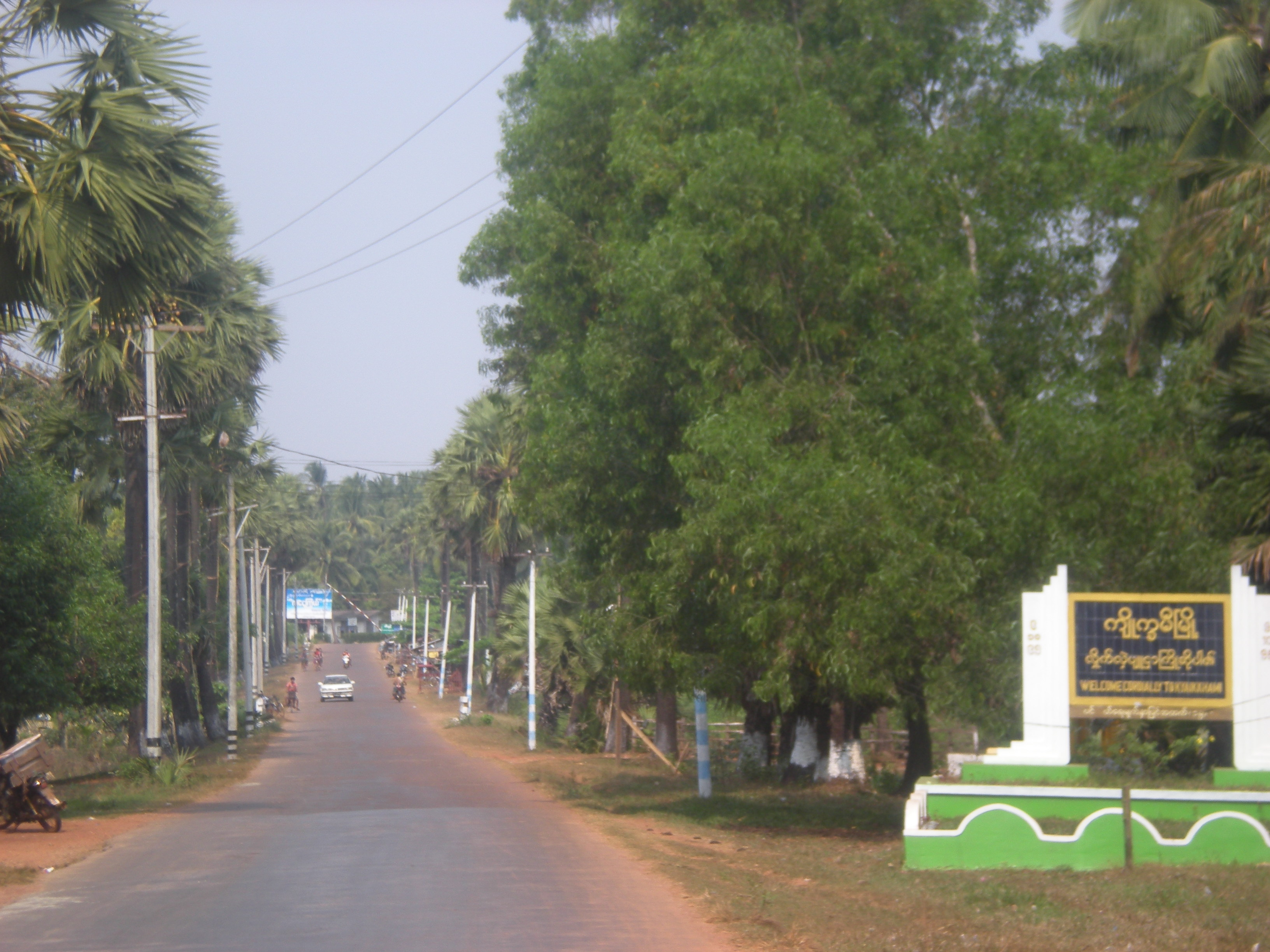
Entrance to Kyaikkami
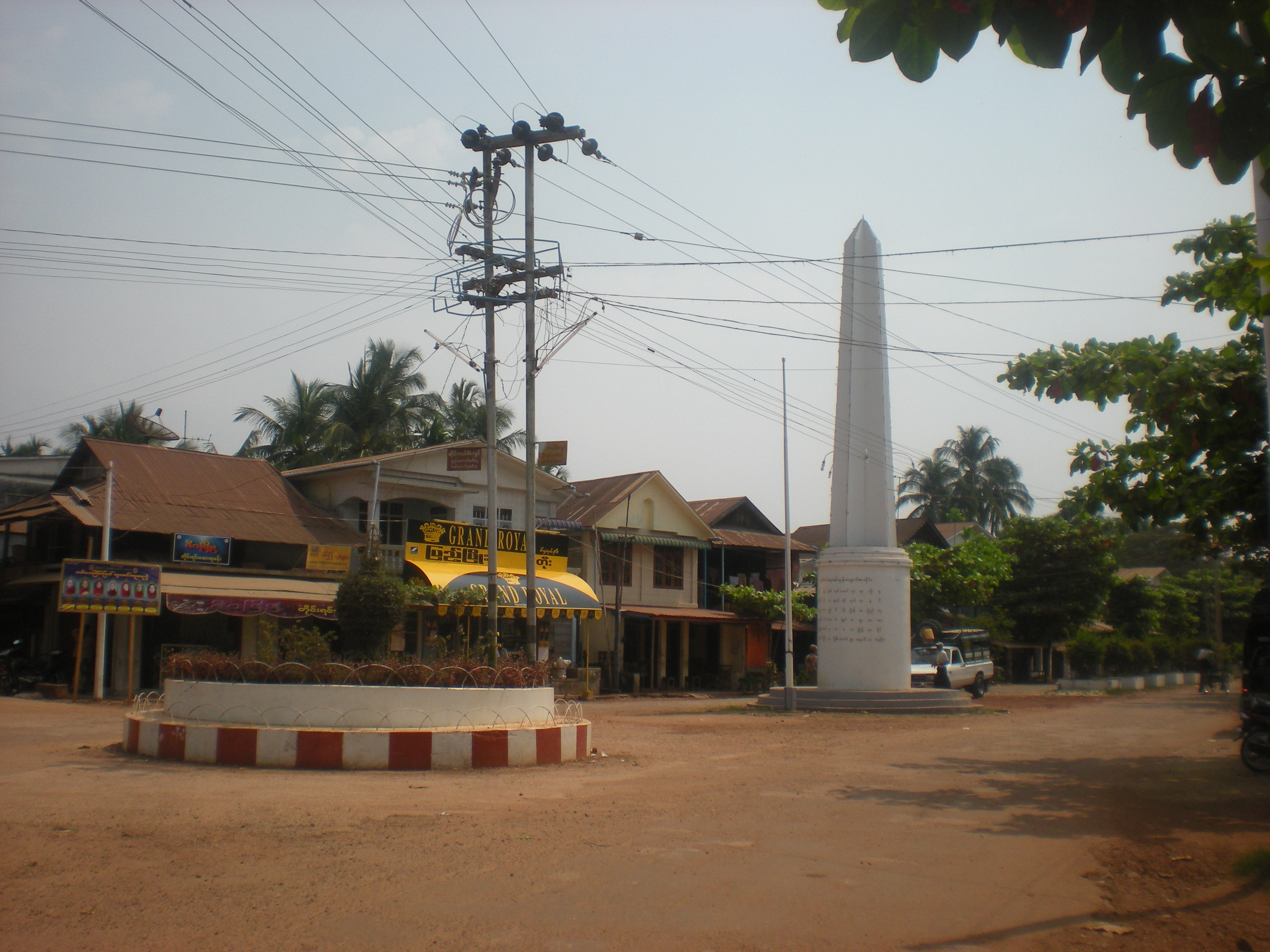
Town center and monument
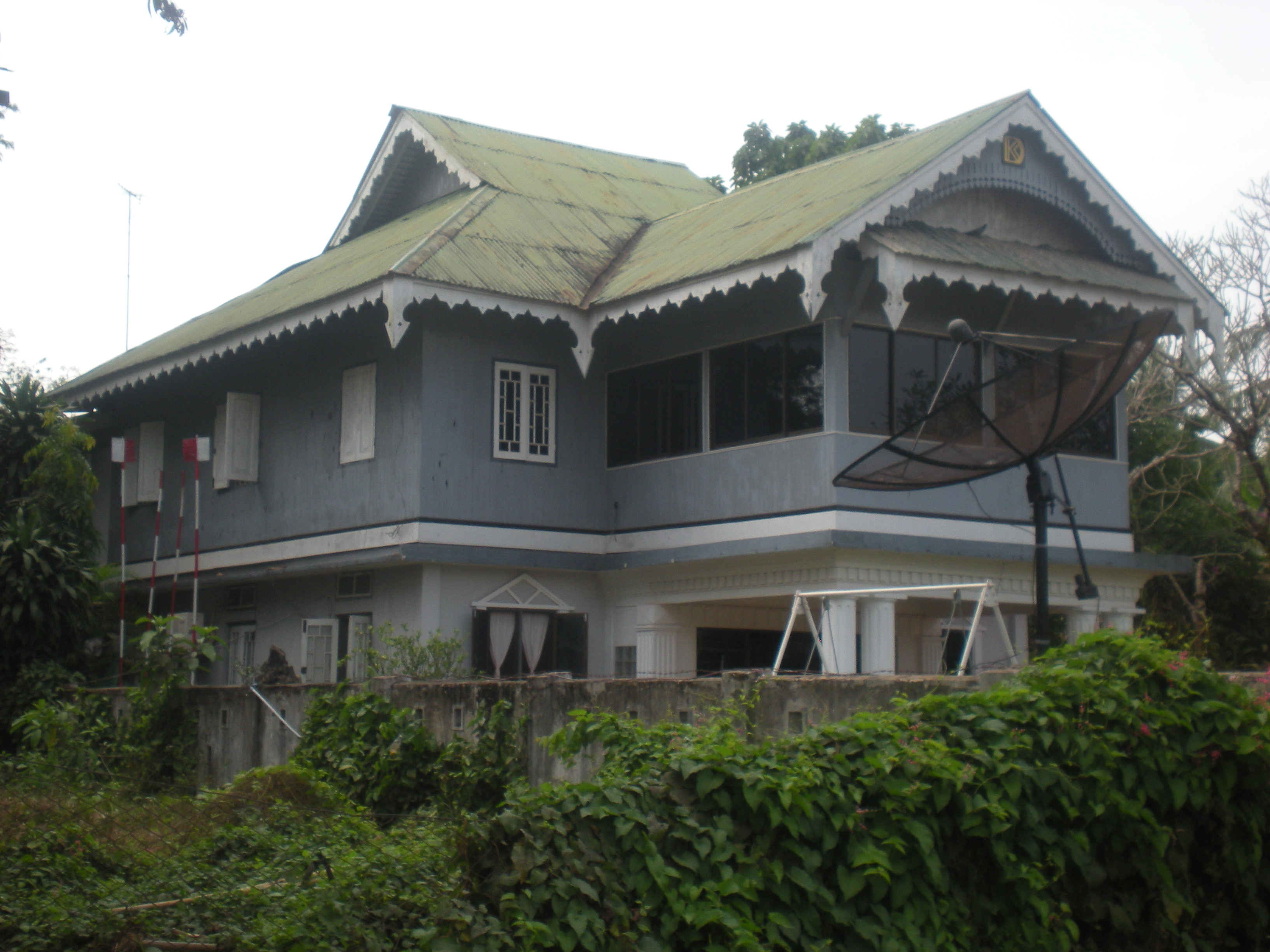
A colonial-era building
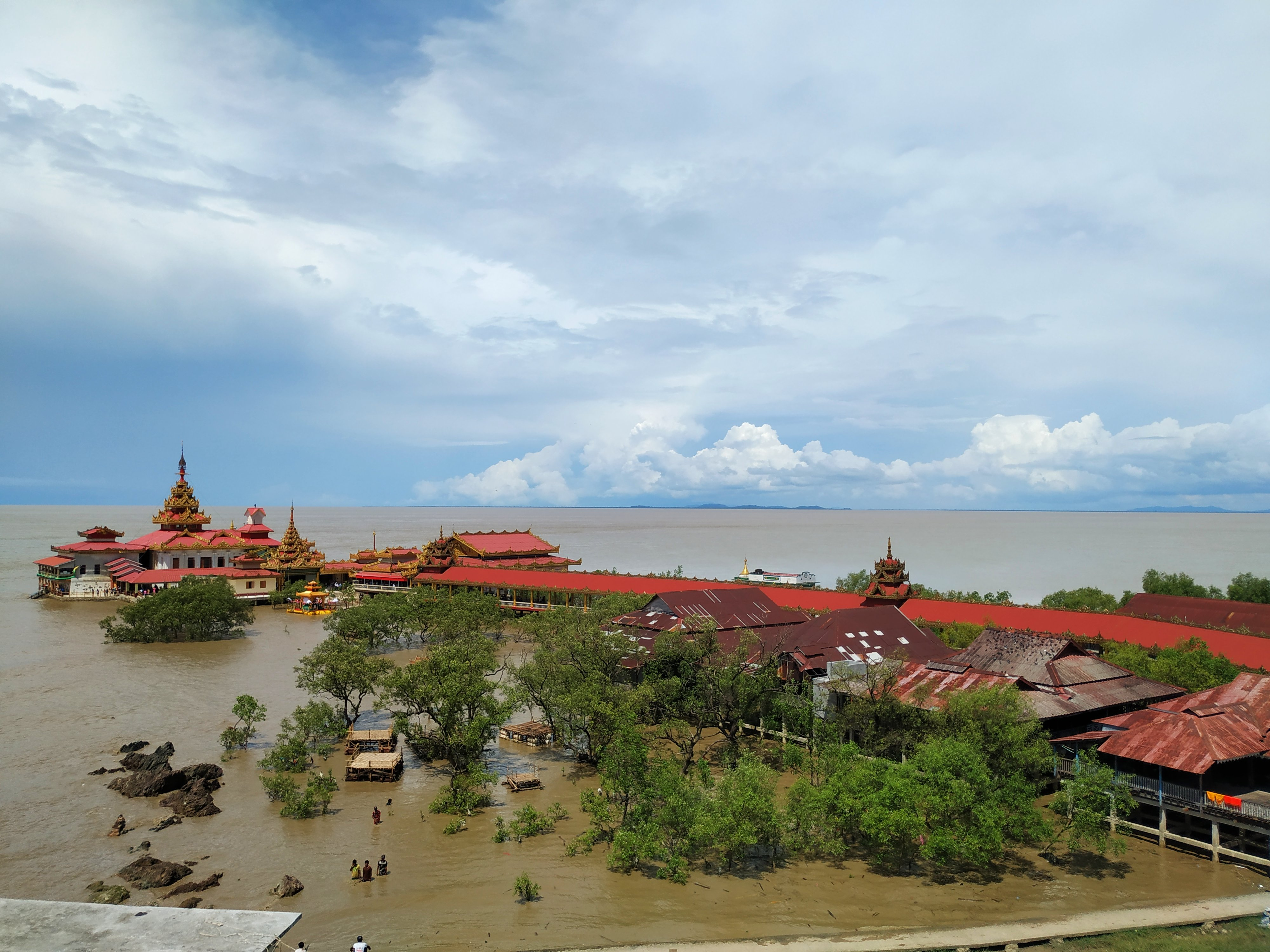
Kayikkhami Yele Pagoda on a sunny day
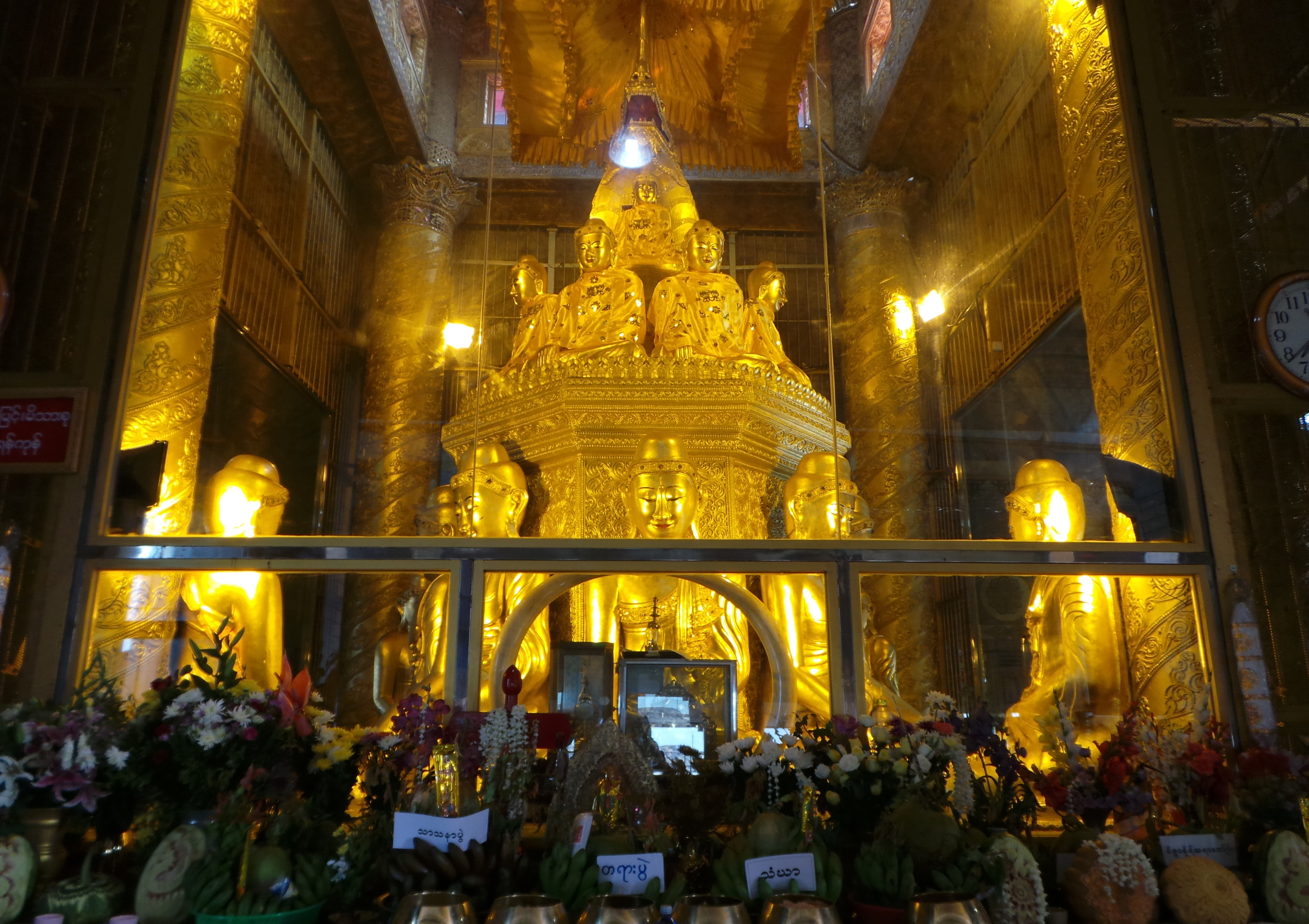
Buddha images inside the Kyaikkhami Yele Pagoda
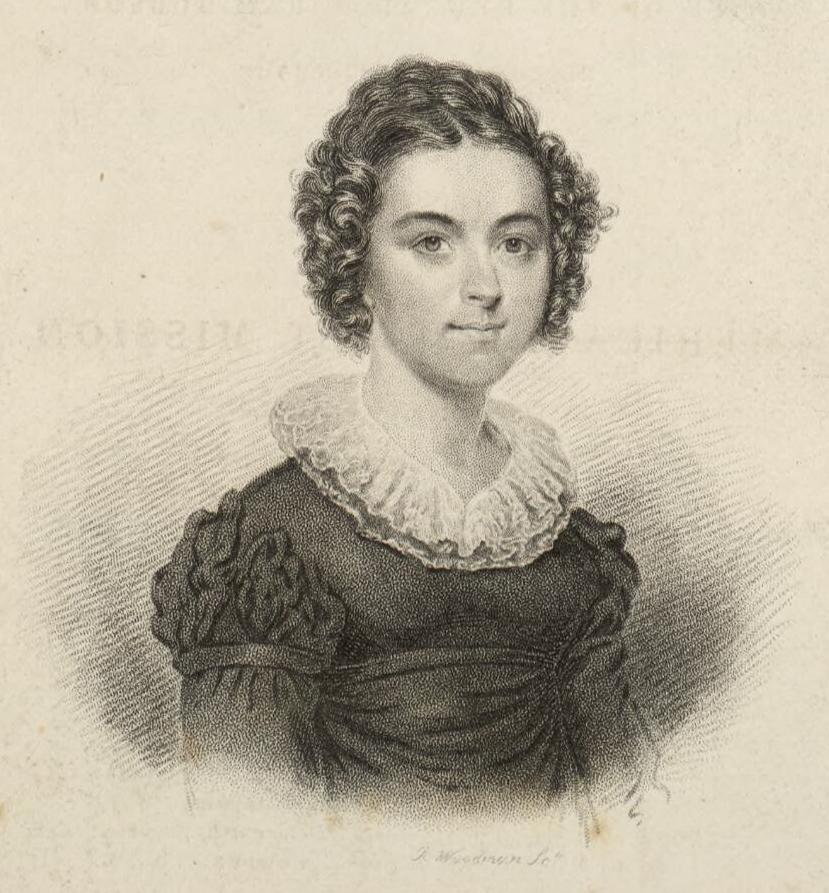
Ann Hasseltine Judson (1789–1826)
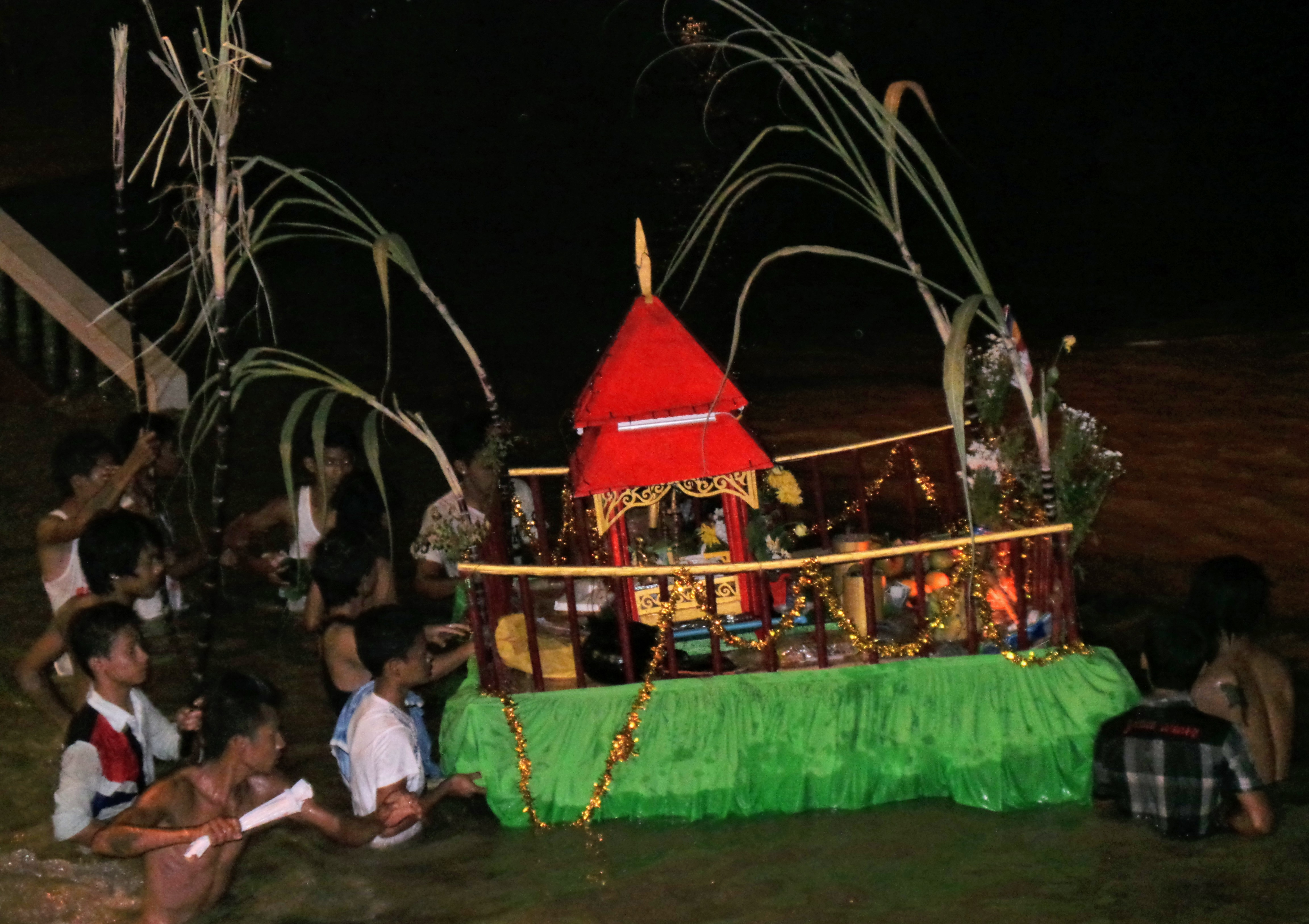
Drifting of Shin Upagutta Raft in Thadingyut festival
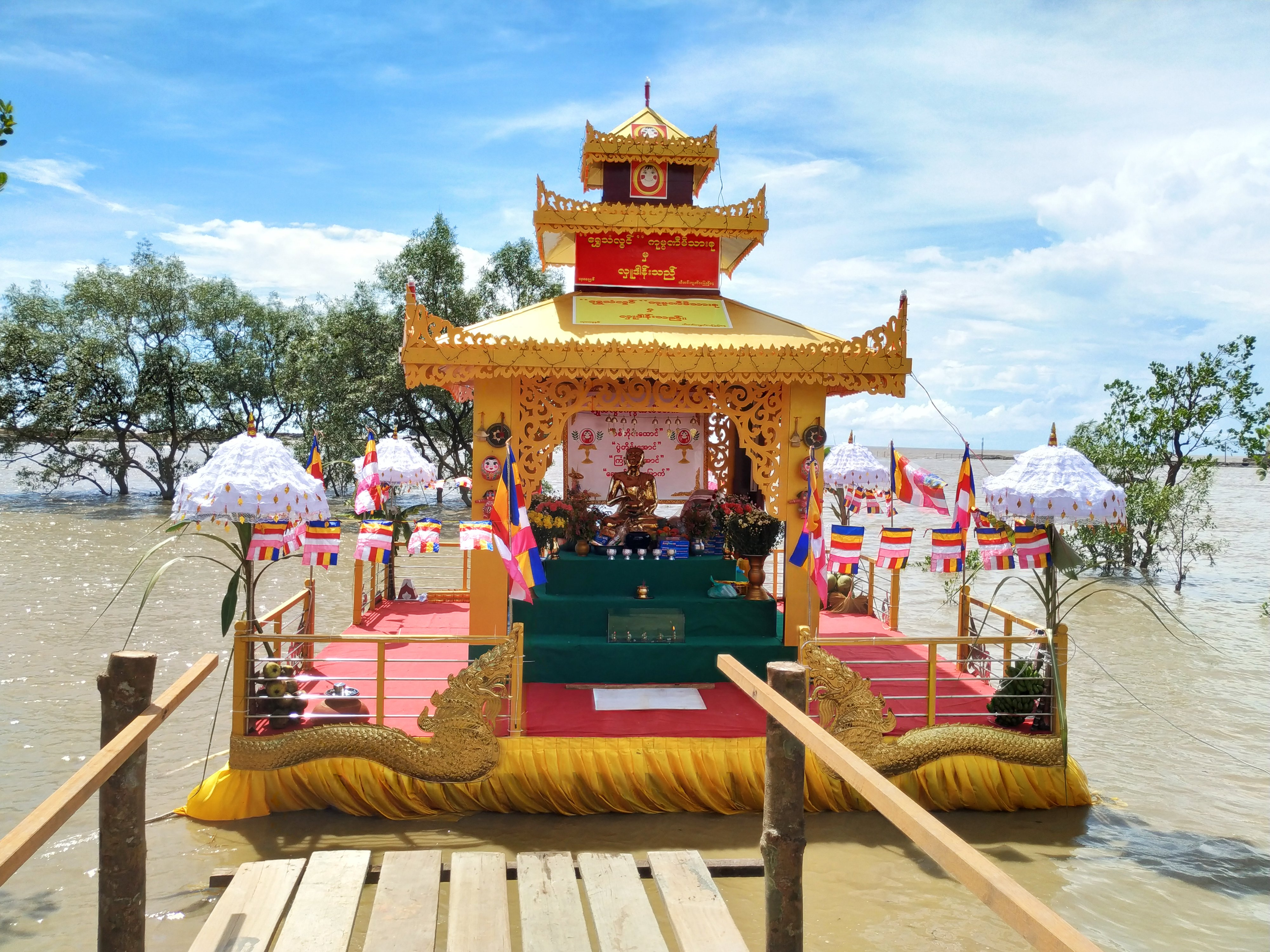
Shin Upagutta drift
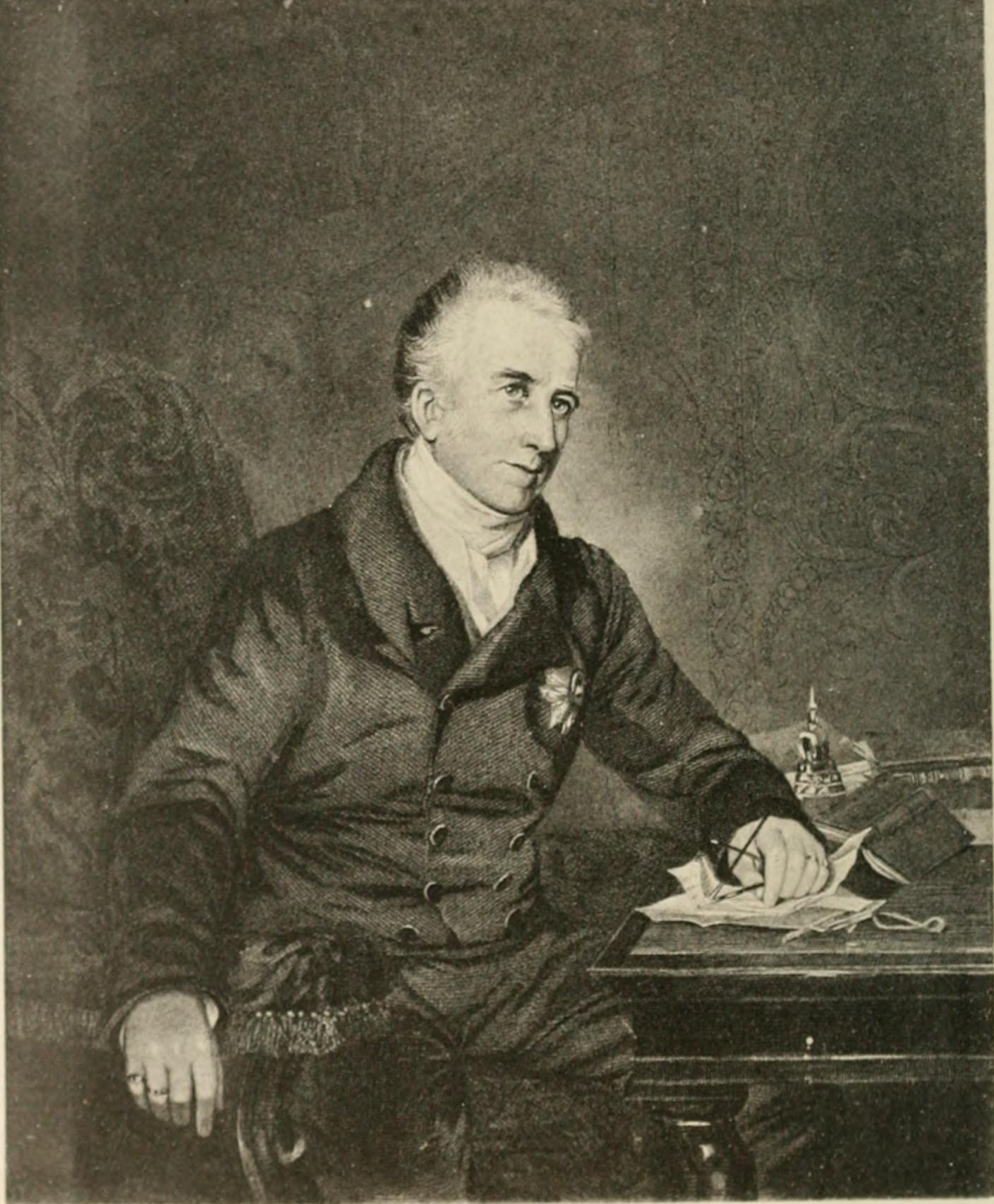
Lord Amherst (1773– 1857)